# Comac ARJ21
Le Comac ARJ21 (C909) Xiangfeng (翔凤 Phoenix Volant) est un avion régional bimoteur, premier jet pour passagers développé et produit en série en République populaire de Chine. Sa capacité en passagers est de 70 à 90 places. Il a été développé par la compagnie Avic Commercial Aircraft Corporation (ACAC), devenue en 2011 une filiale de Comac.

## Développement
Même si l’appareil est chinois, il est construit selon les techniques fournies par la société McDonnell Douglas pour la production du MD-90 en Chine, ce qui explique sa ressemblance avec l’avion américain.
McDonnell Douglas avait en effet fourni à son partenaire chinois les plans de l'avion pour une production sous licence.
Programme industriel majeur du 11e plan quinquennal, le développement de l'ARJ21 (pour Advanced Regional Jet 21st century, avion régional à réaction du XXIe siècle), a reçu les autorisations officielles permettant son passage en phase industrielle en octobre 2002, après la création du consortium ACAC. Client de lancement, la compagnie chinoise Shandong Airlines a commandé 10 ARJ21-700, en septembre 2003, pour livraison fin 2007. 
L'assemblage final du premier prototype a débuté à Shanghai le 30 mars 2007. Le premier appareil est sorti d'usine vendredi 21 décembre 2007. Le vol inaugural était prévu pour le 28 mars 2008 mais il a été retardé de six mois, officiellement pour des délais dans le programme d'essais de certains équipements par les fournisseurs. Le premier vol a finalement eu lieu le 28 novembre 2008. Fin 2008, le journal China Daily, citant le président du consortium ACAC, a annoncé que la première livraison ne pourrait pas intervenir avant le début de l'été 2010. En juillet 2012, COMAC a annoncé un report de la première livraison à fin 2013. Un nouveau report est annoncé début 2014, l’entrée en service étant alors prévue vers mai 2015, voire décembre 2015, soit plus de sept ans après le vol inaugural.
L'avion est certifié le 30 décembre 2014 par l'administration de l'aviation civile chinoise (CAAC). Des discussions sont en cours depuis 2010 avec la Federal Aviation Administration, mais elles n'ont pas encore abouti à une certification américaine. L'avion n'est donc autorisé à voler qu'en Chine et dans certains pays d'Asie, d'Afrique et d'Amérique du Sud.
Le premier ARJ21-700 a été livré à Chengdu Airlines le 29 novembre 2015. Sa mise en service commerciale est prévue le 28 juin 2016 entre Chengdu et Shanghai. Le 20e est livré le 22 novembre 2019. Au 1er janvier 2021, « l’ARJ21 est entré dans une phase de livraisons accélérées et d’exploitation commerciale à grande échelle »[réf. souhaitée]. À cette date, 43 avions sont utilisés sur le réseau domestique en Chine, équipant 108 lignes aériennes et ayant transporté 1,53 million de passagers en 2020.

## Description
L'ARJ21 se présente comme un monoplan cantilever à ailes basses et train tricycle, équipé de deux réacteurs General Electric CF34-10A avec FADEC situés à l'arrière du fuselage, l'empennage étant en T.
Dans sa version de base (ARJ21-700), il doit transporter de 78 à 90 passagers dans une cabine comportant 5 sièges de front.

## Projets
- ARJ21-700 : version de base pour 78/90 passagers.
  - ARJ21-F : version cargo envisagée avec une charge utile de 10 tonnes.
  - ARJ21-7B : projet d'une version d'affaires intercontinentale pour 20 passagers, un réservoir supplémentaire lui garantissant une autonomie de 6 100 km.
- ARJ21-900 : version allongée pour 98 à 105 passagers, destinée principalement au marché international, devant être développée en collaboration avec Bombardier Aéronautique.

## Commandes

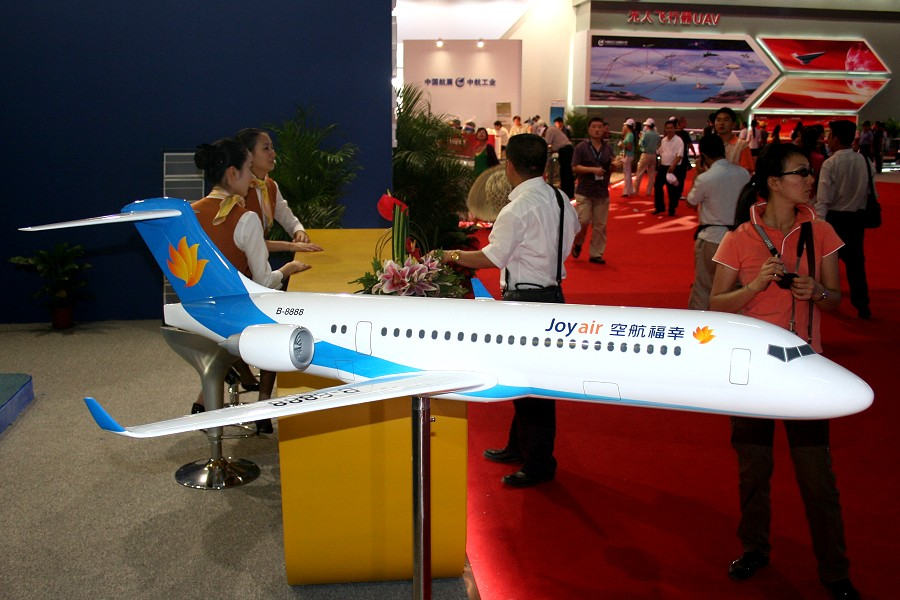
Maquette d'un ARJ21 aux couleurs de Joy Air.

Jusqu'en juin 2012, 303 commandes fermes ont été passées, ainsi qu'environ 20 options.
Au 1er janvier 2021, 43 ARJ21 ont été livrés à 7 compagnies chinoises : Air China, China Eastern Airlines, China Southern Airlines, Chengdu Airlines, China Express Airlines, Jiangxi Air et Genghis Khan Airlines. 
Les avions sont utilisés sur le réseau domestique en Chine, desservant 108 lignes aériennes et transportant jusqu’à 1,53 million de passagers en 2020.

## Fournisseurs
Ce programme est pris en charge par 19 fournisseurs majeurs de l'industrie aérospatiale américaine et européenne, dont General Electric (production des moteurs CF34-10A), Rockwell Collins (production avionique), Safran, Hamilton Sundstrand, Liebherr Aerospace Toulouse SAS (Systèmes d'air et train d'atterrissage)…[réf. nécessaire]

### Aéronefs comparables
- Bombardier CRJ
- Embraer 190
- BAe 146
- Soukhoï Superjet 100